# Jasnotek
Jasnotek (Antrozous) – rodzaj ssaków z podrodziny mroczków (Vespertilioninae) w obrębie rodziny mroczkowatych (Vespertilionidae).

## Zasięg występowania
Rodzaj obejmuje gatunki występujące w Ameryce Północnej.

## Morfologia
Długość ciała (bez ogona) 57–82 mm, długość ogona 35–53 mm; masa ciała 14–29 g.

## Systematyka
Rodzaj zdefiniował w 1862 roku amerykański zoolog Harrison Allen w artykule zatytułowanym Opisy dwóch nowych gatunków Vespertilionidae i kilka uwag na temat rodzaju Antrozous, opublikowanym w czasopiśmie „Proceedings of the Academy of Natural Sciences of Philadelphia”. Gatunkiem typowym jest (oznaczenie monotypowe) jasnotek amerykański (A. pallidus).

### Etymologia
Antrozous: gr. αντρον antron ‘jaskinia, grota’; ζωον zōon ‘zwierzę’.

### Podział systematyczny
Do rodzaju należą następujące gatunki:
| Grafika | Gatunek            | Autor i rok opisu         | Nazwa zwyczajowa     | Podgatunki         | Rozmieszczenie geograficzne | Podstawowe wymiary                                                  | Status IUCN |
| ------- | ------------------ | ------------------------- | -------------------- | ------------------ | --- | ------------------------------------------------------------------- | ----------- |
|         | Antrozous pallidus | (Le Conte, 1856)          | jasnotek amerykański | 5 podgatunków      | południowo-zachodnia Kanada (Kolumbia Brytyjska), zachodnie i środkowe Stany Zjednoczone oraz północny i środkowy Meksyk (wraz z Półwyspem Kalifornijskim); zakres wysokości: do 2440 m n.p.m. | DC: 5,7–8,2 cm DO: 3,5–5,3 cm DP: 4,5–6 cm MC: 14–29 g              | LC          |
|         | Antrozous koopmani | Orr & Silva Taboada, 1960 |                      | gatunek monotypowy | endemit Kuby | DC: brak danych DO: brak danychcm DP: brak danychcm MC: brak danych | NE          |

Kategorie IUCN:  LC  – gatunek najmniejszej troski;  NE  – gatunki niepoddane jeszcze ocenie.
Opisano również wymarły gatunek z pliocenu dzisiejszych Stanów Zjednoczonych:
- Antrozous wheeleri (Dalquest & Patrick, 1989)